# General Valerio Trujano
General Valerio Trujano är en ort i Mexiko.   Den ligger i kommunen Uxpanapa och delstaten Veracruz, i den sydöstra delen av landet, 600 km öster om huvudstaden Mexico City. General Valerio Trujano ligger 113 meter över havet och antalet invånare är 191.
Terrängen runt General Valerio Trujano är kuperad österut, men västerut är den platt. Runt General Valerio Trujano är det ganska glesbefolkat, med 29 invånare per kvadratkilometer. Närmaste större samhälle är Colonia del Valle, 7,1 km sydväst om General Valerio Trujano. I omgivningarna runt General Valerio Trujano växer i huvudsak städsegrön lövskog.